# Adrian Kurek
Pour les articles homonymes, voir Kurek.
Adrian Kurek (né le 29 mars 1988) est un coureur cycliste polonais.

## Biographie
En 2008, Adrian Kurek court au sein de l'équipe Top 16, équipe française de Division nationale 1 qui prend le nom de Mosaic-Diffusion.com-Top 16 l'année suivante. En février 2009, il remporte la Route de l'Atlantique, puis prend la deuxième place de la Vienne Classic espoirs en mars. Il se classe septième du Grand Prix du Muguet, course contre-la-montre de la Coupe de France des clubs. En juin, il est deuxième du championnat de Pologne du contre-la-montre espoirs, derrière Jarosław Marycz. Avec l'équipe de Pologne, il participe aux championnats d'Europe sur piste espoirs à Minsk, en Biélorussie. Il y prend la troisième place de la poursuite par équipes et la quatrième place de la poursuite individuelle.
En 2010, Adrian Kurek est recruté par l'Albi VS, dont les dirigeants apprécient ses qualités en contre-la-montre. Il remporte en début d'année les Boucles Gersoises. En avril, il est renversé par une voiture et souffre d'une fracture du scaphoïde. Il ne peut courir pendant deux mois.
En 2011, il rejoint l'Océane Cycle Poitevin, club de Division nationale 2. Après un début de saison qu'il juge décevant, il remporte en mai la 3e étape du Tour de Gironde. En juin, il participe au Tour de Petite-Pologne avec une équipe régionale et en prend la quatrième place. Il se classe ensuite septième du championnat de Pologne du contre-la-montre. En juillet, il remporte en solitaire le Trophée des champions, course du calendrier national français, devançant Romain Bacon et Anthony Colin, deux coureurs professionnels français. En août, il participe avec une sélection de coureur polonais au Tour de Pologne, épreuve de l'UCI World Tour. Il en remporte le classement des sprints intermédiaires.

## Palmarès
- 2007
  - Grand Prix de Lagorce-Laguirande
- 2008
  - 2e du Tour des Deux-Sèvres
- 2009
  - Route de l'Atlantique
  - Grand Prix de Nersac
  - 2e de la Vienne Classic espoirs
  - 2e du championnat de Pologne du contre-la-montre espoirs
  - 3e des Boucles Nationales du Printemps
- 2010
  - Ronde et Boucles Gersoises
  - 3e du Tour des Deux-Sèvres
- 2011
  - 3e étape du Tour de Gironde
  - Trophée des Champions
  - 2e étape du Saint-Brieuc Agglo Tour
  - 4e étape des Trois Jours de Cherbourg
  - 2e du Chrono de Tauxigny
  - 3e du Chrono Châtelleraudais
- 2014
  -  Champion de Pologne du contre-la-montre en duo (avec Tomasz Kiendyś)
  - 2e étape du Tour d'Estonie
  - 1re étape du Dookoła Mazowsza (contre-la-montre par équipes)
  - 2e du Tour d'Estonie
  -  Médaillé de bronze au championnat du monde du contre-la-montre universitaire
  - 3e du championnat de Pologne de course aux points
- 2015
  - 1reb étape de la Semaine internationale Coppi et Bartali (contre-la-montre par équipes)
  - 3e étape du Tour of Malopolska
  - Prologue du Podlasie Tour
  - 2e du championnat de Pologne du contre-la-montre en duo
- 2016
  -  Champion de Pologne du contre-la-montre en duo (avec Tomasz Kiendyś)
- 2017
  -  Champion de Pologne sur route
  - 1reb étape de la Semaine internationale Coppi et Bartali (contre-la-montre par équipes)
- 2020
  - Prologue du Tour de Szeklerland

## Classements mondiaux
| Année           | 2011 | 2012 | 2013 | 2014 |
| --------------- | ---- | ---- | ---- | ---- |
| UCI Asia Tour   |      |      |      | 218e |
| UCI Europe Tour | 594e | 786e | 608e | 171e |